# جينيفر لافلور
جينيفر لافلور (بالإنجليزية: Jennifer Lafleur)‏ هي ممثلة أمريكية، ولدت في 8 سبتمبر 1979 بماساتشوستس في الولايات المتحدة.

## أعمال

### أفلام
- (2016) قلب باستور المريض

## وصلات خارجية
- جينيفر لافلور على موقع IMDb (الإنجليزية)
- جينيفر لافلور على موقع ألو سيني (الفرنسية)
- جينيفر لافلور على موقع أول موفي (الإنجليزية)
- جينيفر لافلور على موقع قاعدة بيانات الفيلم (الإنجليزية)
- جينيفر لافلور على موقع كينوبويسك (الروسية)